# Michael Holton
Michael Holton, né le 4 août 1961, à Seattle, dans l'État de Washington, est un ancien joueur et entraîneur américain de basket-ball. Il évolue au poste de meneur. 